# 中村川 (岐阜県)

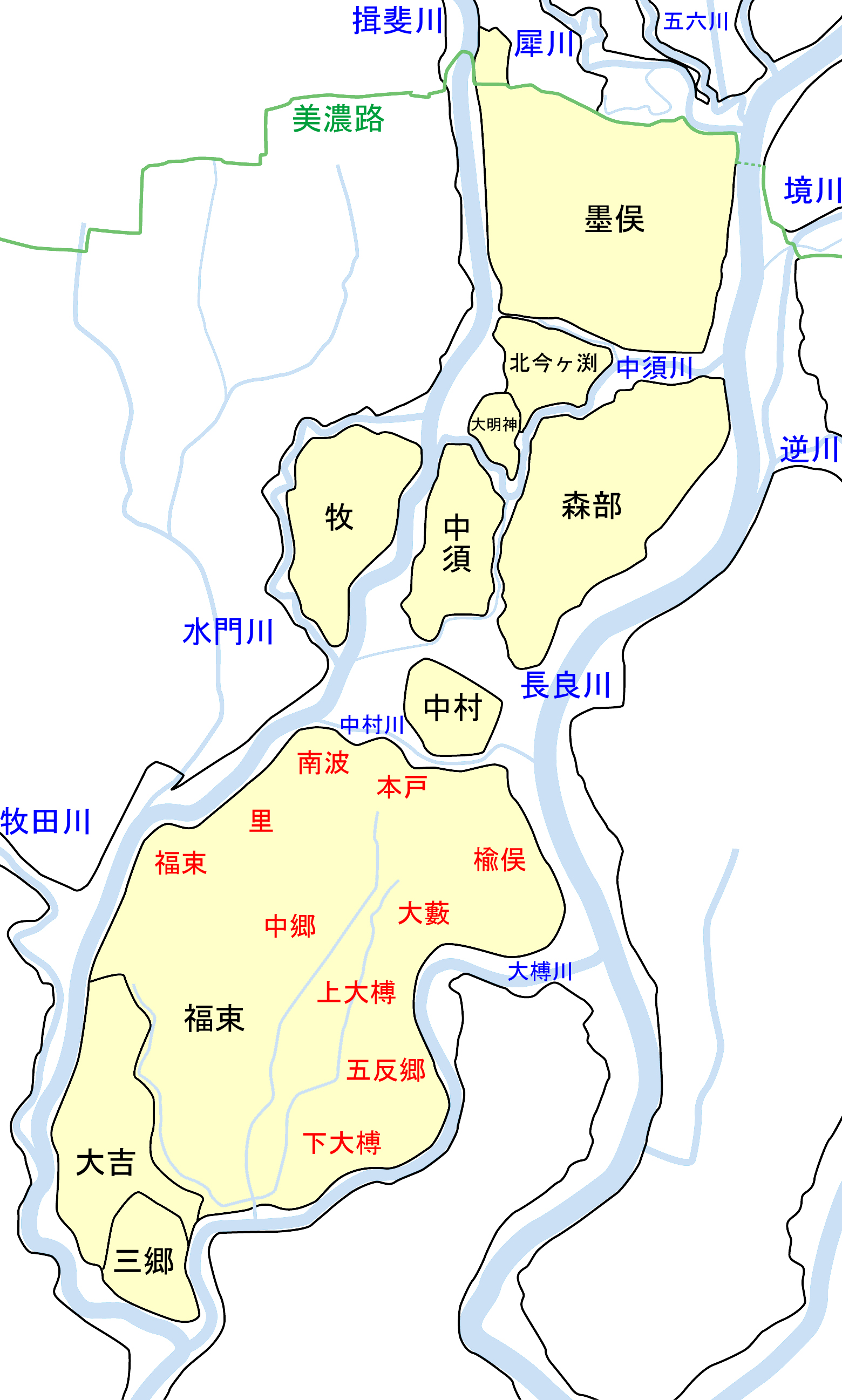
木曽三川分流工事以前の中須川流域周辺の輪中の様子

中村川（なかむらがわ）は、木曽川水系の河川。岐阜県安八郡安八町と輪之内町の境目を流れる。

## 概要
中村川が流れる地域は岐阜県南西部の輪中地帯に位置し、中村輪中（現在の安八郡安八町中）と福束輪中（現在の安八郡輪之内町）の境目付近を東西に流れる。中村川の東側は中排水樋管で長良川への排水が行われており、西側は安八排水機場で中須川を経て揖斐川と接続している。
現在の河川状況になったのは明治の木曽三川分流工事で長良川・揖斐川から締め切られた以後である。分流工事以前の中村川は長良川と揖斐川の両方に通じており、長良川・揖斐川の増水時には相互に水を流すことで水位を調整する役割を担っていた。分流工事で長良川・揖斐川から締め切られると、中村川は単なる地域の排水路となる。
分流工事によって中村川や中須川の堤防が不要になると徐々に廃堤となっていったが、中村川南岸の「十連坊堤」は締め切り以前の状態が長らく維持された。1976年（昭和51年）9月12日に岐阜県で発生した通称「9.12水害」では、十連坊堤によって福束輪中の地域が水害を免れた。